# كلاون كيلي

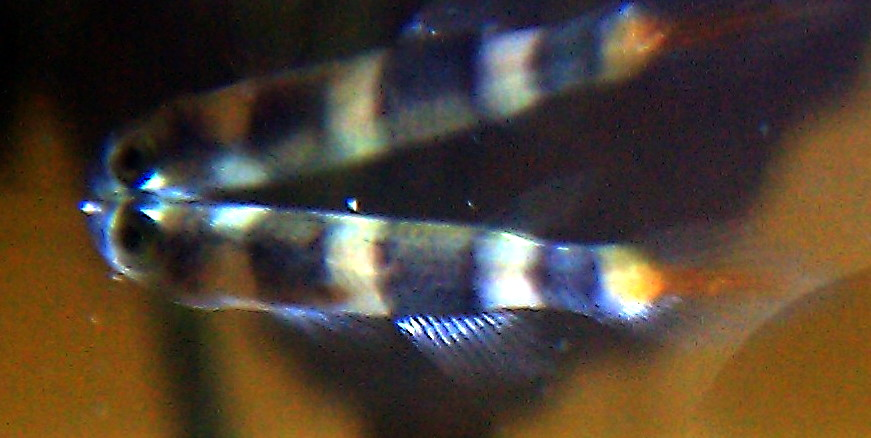

كلاون كيلي (بالإنجليزية: Clown killi)‏، (الاسم العلمي Pseudepiplatys annulatus) هي سمكة موطنها قارة أفريقيا: تتواجد في غينيا، ليبيريا، والنيجر. تحتاج درجة حرارة من 23 - 25 مؤوية، ودرجة حموضة من 6,0 - 7,2. تعتبر السمكة مسالمة جدا تصلح للتربية مع الأسماك الصغيرة، الذكور أكبر حجماً من الإناث وأغنى بالألوان خاصة عند البلوغ.